# 구타유발자
구타유발자(Assailant)는 영국에서 제작된 톰 페이튼 감독의 2022년 스릴러 영화이다. 포피 델레바인 등이 주연으로 출연하였다.

## 출연

### 주연
- 포피 델레바인
- 채드 마이클 콜린스
- 캐스퍼 반 디엔
- 제프 파헤이